# Adeixis major
Adeixis major là một loài bướm đêm trong họ Geometridae.